# Ahià (profeta)
Ahià (en hebreu: אחיה השילוני, Déu és el meu germà) va ser un profeta hebreu de la tribu de Leví nascut a Siló, que va anunciar el cisma d'Israel.
Quan als últims anys del regnat de Salomó (970-931 aC) Jeroboam sortia de la ciutat de Jerusalem, Ahià, que anava tapat amb un mantell nou, li va sortir a l'encontre. El profeta va agafar el mantell i el va dividir en dotze trossos, i dirigint-se al futur rei li va dir que en nom de Jehovà trencava el regne d'Israel en dotze parts, i que ell en tindria deu. Però en consideració a David donaria les altres dues tribus i Jerusalem a un altre rei. El profeta va finalitzar transmetent aquestes paraules de Déu: "Regnaràs sobre tot allò que desitgi la teva ànima i seràs rei sobre Israel". A causa de les infidelitats de Salomó, entregat al culte d'Astarté, aquest només conservaria les tribus de Judà i Benjamí.
Les promeses del profeta van encoratjar Jeroboam a accelerar els seus plans per a assegurar-se el poder. Però quan va ser rei d'Israel, Jeroboam va apartar el seu poble de la pràctica de la religió i va fer sacrificis a Baal, cosa que va desencadenar la ira de Déu. Quan Ahià va ser cridat per la reina per a atendre Abià, fill de Jeroboam, que estava molt malalt, va anunciar la seva mort i la desgràcia de la casa reial. Va dir que Jehovà faria sortir un rei que acabaria amb la casa de Jeroboam a causa dels seus pecats, i que el poble d'Israel seria dispersat "més enllà del riu". Els fets es van confirmar aviat. Mort Jeroboam, el seu únic fill supervivent Nadab només va regnar dos anys i va ser assassinat per Baixà, un dels seus generals. Aquest Baixà es va proclamar rei i va fer exterminar tots els descendents de Jeroboam. Més endavant, cap a finals del segle viii aC, es va complir la segona part de l'oracle i els israelites van ser exiliats a l'altre costat del riu Eufrates.